# Arga män utan ben
Arga män utan ben är en belgisk komedifilm från 2004 av Benoît Delépine och Gustave Kervern.

## Handling
Två grannar, som ogillar varandra starkt, råkar i början av filmen ut för en gemensam olycka vilket leder till att båda blir rullstolsburna. De bestämmer sig för att stämma Aaltra, företaget som tillverkade den traktor som orsakade olyckan, och påbörjar därför en rullstolsburen resa mot Finland (från Belgien), där företaget har sitt säte.

## Rollista
- Benoît Delépine – L'employé
- Gustave de Kervern – L'ouvrier agricole
- Michel de Gavre – Le paysan
- Gérard Condejean – Le Chinois
- Jan Bucquoy – L'amant
- Pierre Carles – Le médecine
- Aki Kaurismäki – Le patron Aaltra